# ماري سو (شخصية خيالية)
تعد ماري سو هي شخصية وهمية تشير عادتاً إلي شابة التي تري بإن لديها الكثير من الصفات المثالية. نشأ مفوم الماري سو في قصص المعجبين، وغالبًا ما تكون بمثابة الإدخال الذاتي المثالي للمؤلف. غالبًا ما يتم كتابة قصص ماري سو بواسطة مؤلفين مراهقين
تم صياغة مصطلح «ماري سو» من قبل باولا سميث، كاسم شخصية في القصة القصيرة الساخرة لعام 1973 «حكاية تريكي»، والتي سخرت من الشخصيات الأنثوية المثالية المنتشرة في روايات المعجبين «Star Trek». يمكن تسمية شخصية ذكورية ذات سمات مماثلة بـ `` جاري ستو  أو `` مارتي ستو .
ظهر مصطلح ماري سو من اسم الشخصية التي أنشأت بواسطة باولا سميث في عام 1973 في قصة محاكاة ساخرة تسمي بـ«حكاية تريكّي»، نُشرت في سميث وشارون فيررارو ستار تريك فانزين مانجيري. ظهرت في هذه القصة الملازمة ماري سو («أصغر ملازمة في الأسطول - حيث تبلغ من العمر خمسة عشر عامًا ونصف فقط» )، وشخصيات نسائية مثالية الكثسؤ من قصص المحكاة الساخرة المنتشرة في قصص المعجبين بسلسلة ستار تريك .  